# 中部上北広域事業組合
中部上北広域事業組合（ちゅうぶかみきたこういきじぎょうくみあい）は、青森県上北郡七戸町、東北町の2町で構成する一部事務組合。

## 沿革
【出典】 
- 1967年（昭和42年）4月1日 - 七戸地区消防事務組合が発足する。
- 1969年（昭和44年）
  - 1月1日 - 救急業務を開始する。
  - 4月1日 - 七戸地区消防衛生事務組合が発足する。
- 1972年（昭和47年）4月1日 - 病院事務組合、七戸地区消防衛生事務組合、その他教育・福祉関係の一部事務組合を統合し、中部上北広域事業組合が発足する。
- 1973年（昭和48年）4月18日 - 小川原湖青年の家を分離し、上北地方教育・福祉事務組合に統合する。
- 2016年（平成28年）4月1日 - 上十三消防指令センター（デジタル無線）の運用を開始する。

## 共同事務
【出典】
1. 公立七戸病院の管理及び運営
2. 特別養護老人ホームの設置、管理及び運営
3. 隔離病舎の設置、管理及び運営
4. 消防に関すること
5. 砕石場施設の設置、管理及び運営
6. 火葬場の設置、管理及び運営
7. 教職員の研修に関すること
8. 学校給食共同調理場の設置、管理及び運営
9. 八幡岳地区牧野の設置、管理及び運営
10. ごみ処理施設の設置、管理及び運営
11. ごみの収集、運搬及び処理に関すること
12. 最終処分場の設置、管理及び運営

## 管内の現況
管内の人口 - 31,481人
- 七戸町 - 14,619人
- 東北町 - 16,862人

2019年（令和元年）9月1日現在 
管内の世帯数 - 11,553世帯
- 七戸町 - 5,555世帯
- 東北町 - 5,998世帯

2019年（令和元年）9月1日現在 
管内の面積 - 663.73 km2
- 七戸町 - 337.23 km2
- 東北町 - 326.50 km2

2019年（令和元年）7月1日現在 

## 常備消防
中部上北広域事業組合消防本部（ちゅうぶかみきたこういきじぎょうくみあいしょうぼうほんぶ）は、七戸町と東北町の2町を管轄する消防本部。

### 組織
【出典】
- 消防長（消防監）
  - 消防次長（消防司令長）
    - 庶務課
    - 警防課
    - 予防課
    - 中央消防署
    - 上北消防署
    - 東北消防署

### 消防署
| 消防署     | 郵便番号   | 所在地                                |
| ---------- | ---------- | ------------------------------------- |
| 中央消防署 | 〒039-2501 | 青森県上北郡七戸町字荒熊内159-4       |
| 上北消防署 | 〒039-2401 | 青森県上北郡東北町大字上野字上野124-1 |
| 東北消防署 | 〒039-2654 | 青森県上北郡東北町字塔ノ沢山1-452     |